# Pfarrkirche Kapfenberg-Schirmitzbühel

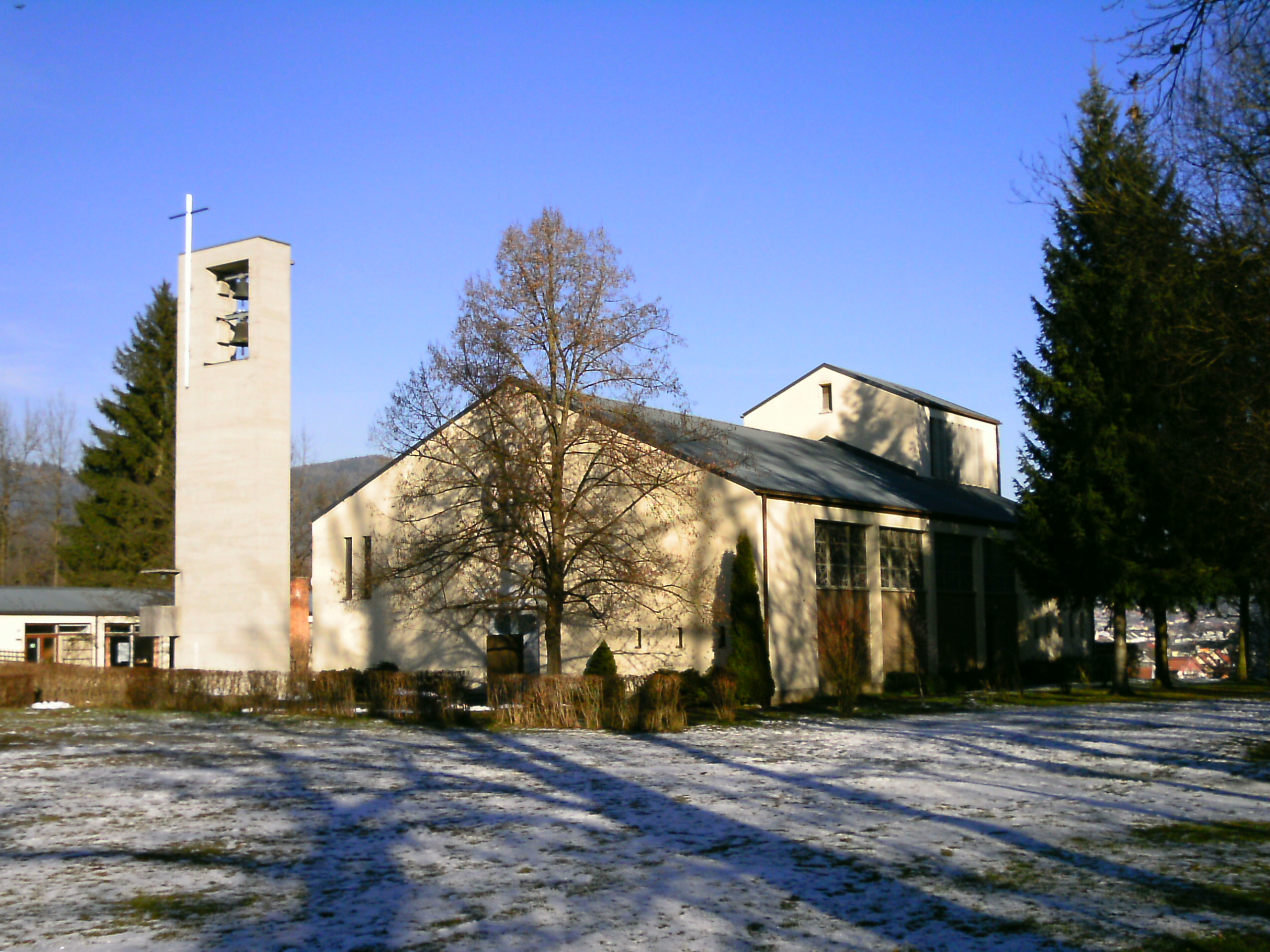
Pfarrkirche Maria Königin, Westfassade

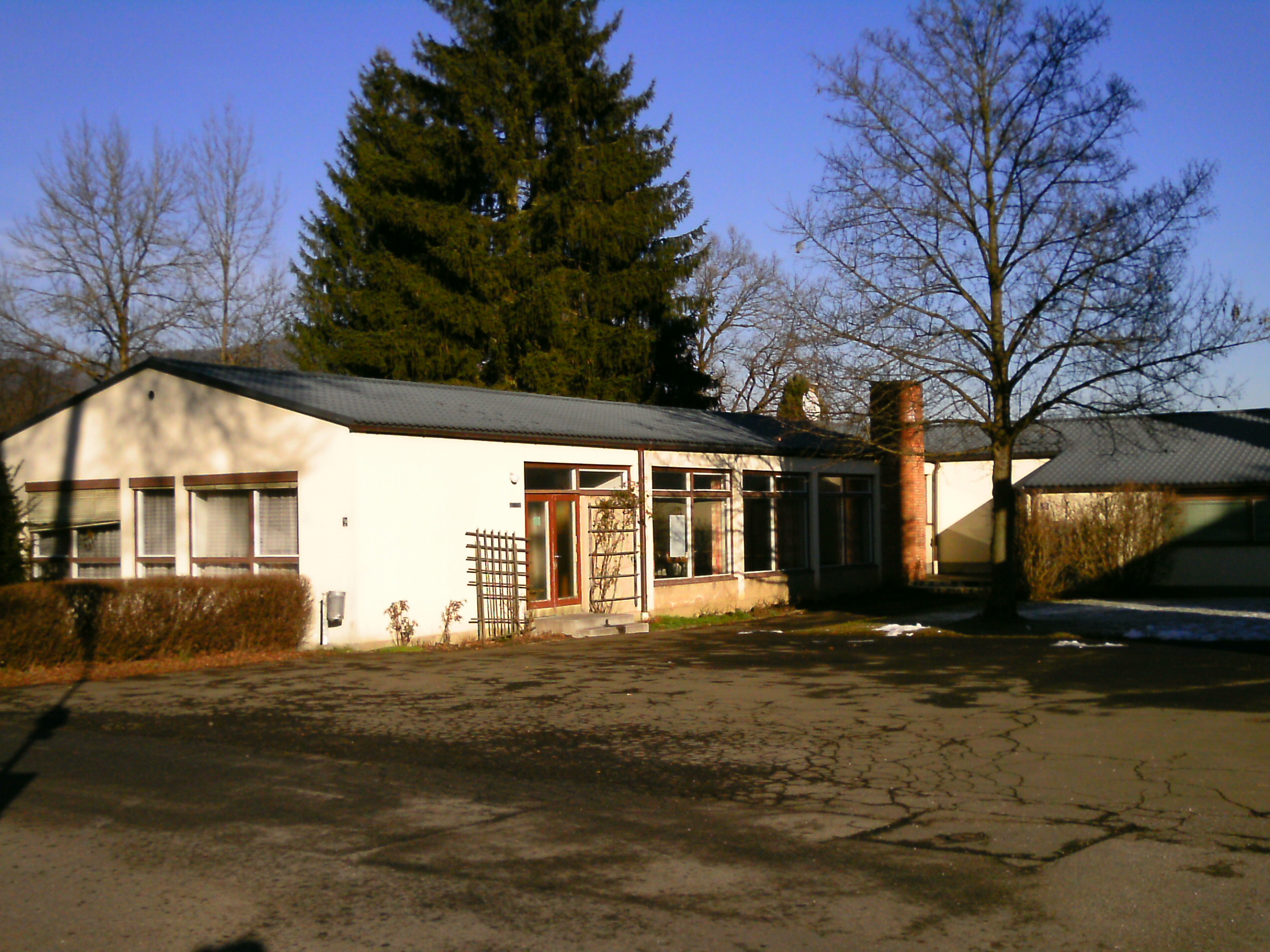
Pfarrhof und Pfarrsaal

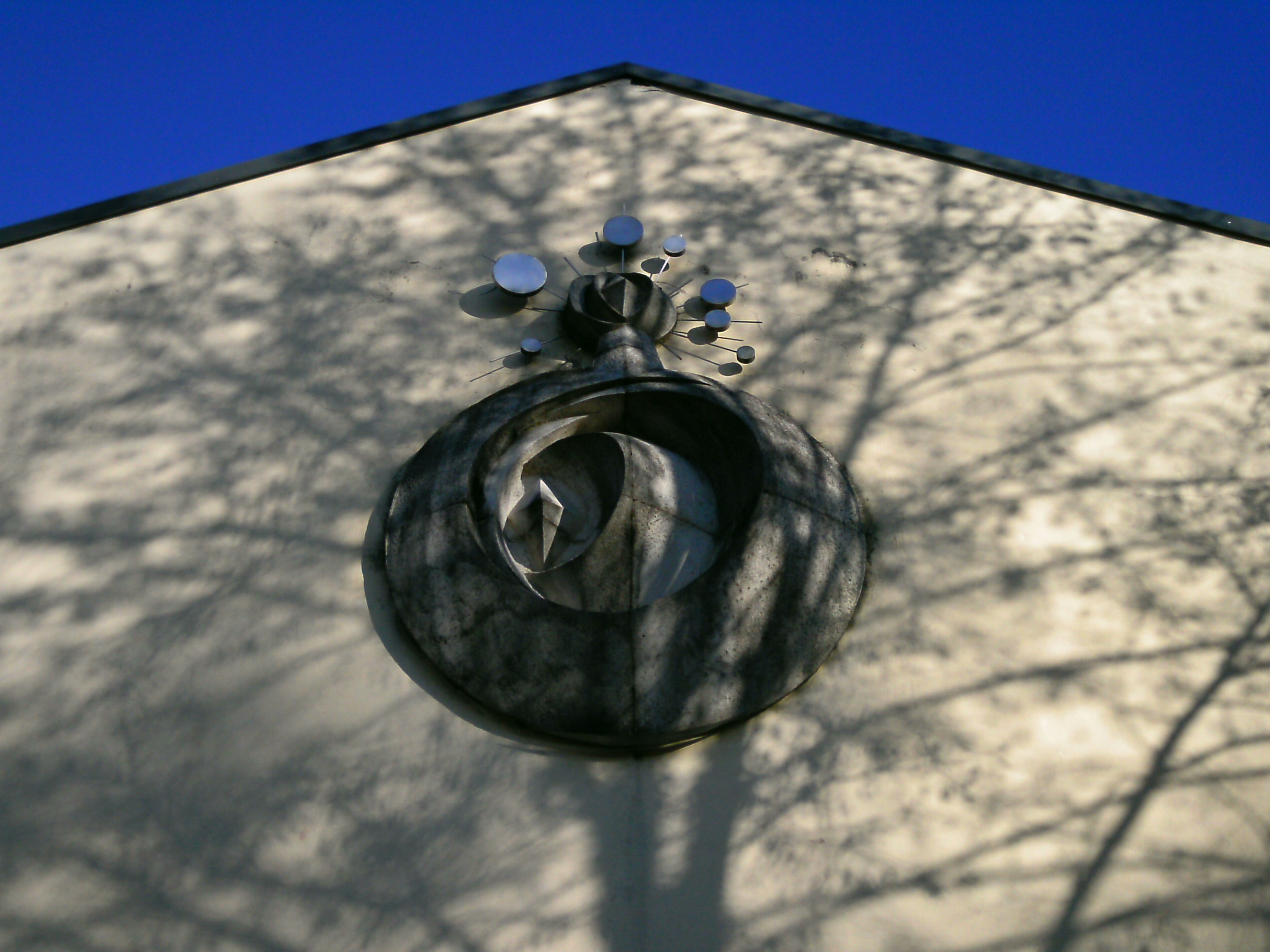
Ecclesia-Relief am Westportal

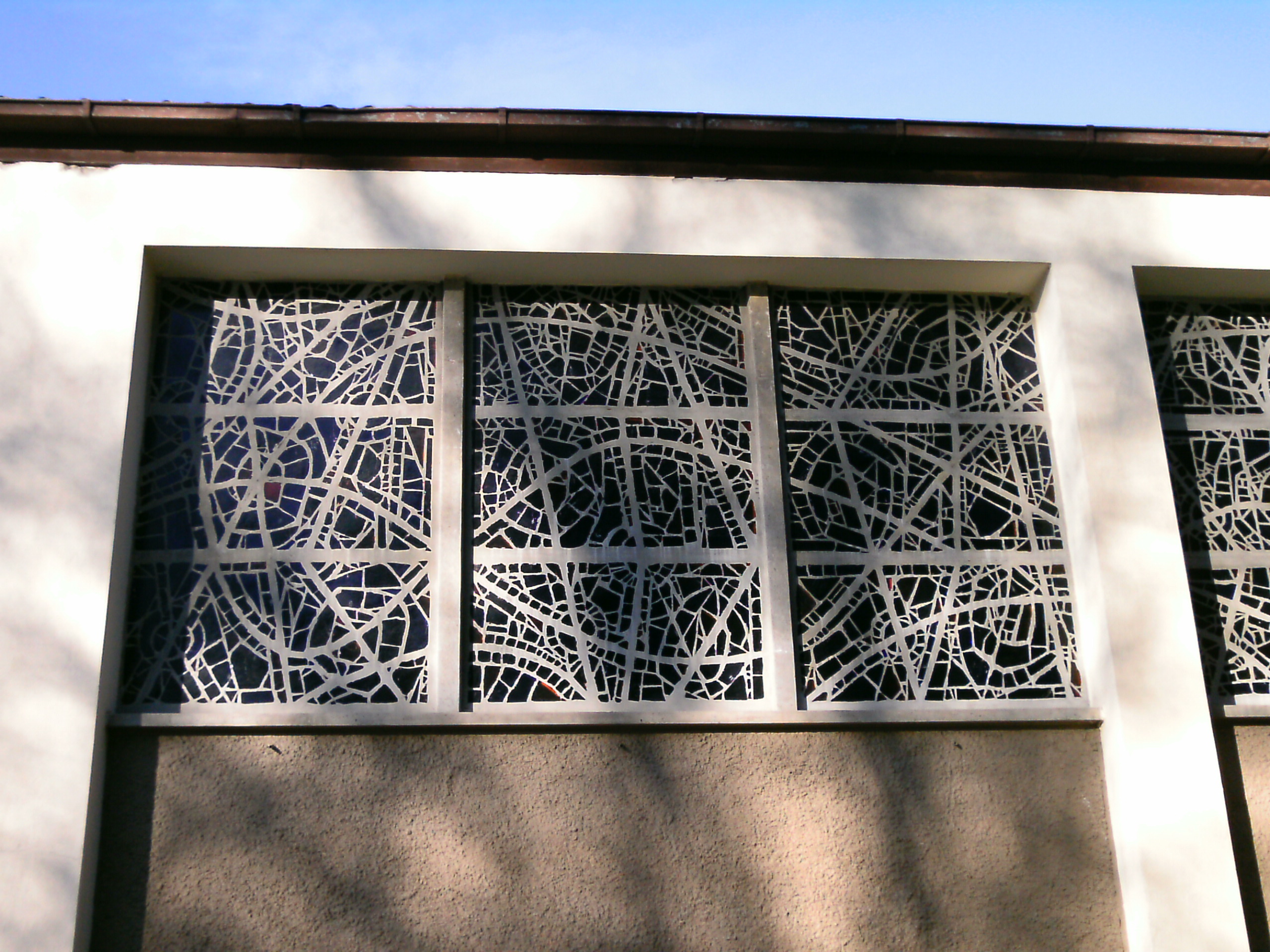
Glasfenster an der Südfassade

Die Pfarrkirche Kapfenberg – Maria Königin ist eine römisch-katholische Pfarrkirche im Stadtteil Schirmitzbühel der Stadt Kapfenberg im Bezirk Bruck-Mürzzuschlag im Bundesland Steiermark. Die Adresse lautet Richard-Wagner-Gasse 39. Sie ist dem Fest Maria Königin geweiht und bildet gemeinsam mit den Pfarren Kapfenberg-Hl. Familie und Kapfenberg-St.Oswald den Pfarrverband Kapfenberg im Dekanat Bruck an der Mur. 

## Geschichte
Die Kirche wurde in den Jahren 1956 und 1957 nach Plänen des Kapfenberger Architekten Ferdinand Schuster errichtet und 1957 geweiht.

## Architektur und Ausstattung
Die Kirche hat einen großen, andeutungsweise dreischiffigen Innenraum und einen Freistehenden Glockenturm. An der Fassade befindet sich ein Relief „Ecclesia“ von Wander Bertoni. Der Altarraum ist um acht Stufen erhöht und besitzt einen höheren Dachaufbau, der durch schmale, hohe Fenster belichtet wird. Das der Innenraum des Kirchenschiffs wirkt eher dunkel. Die Altarrückwand ist gebogen und wird durch ein Altarkreuz aus Stahl von Rudolf Hoflehner ergänzt. Es ist ein bedeutendes sakrales Kunstwerk der späten 50er-Jahre. Bemerkenswert sind auch die abstrakten und farbigen Betonglasfenster von Mario Decleva.
Der Altar ist von jedem Sitzplatz im Kirchenschiff sichtbar, da keine Stützsäule die Sicht beeinträchtigt.
Das Innere der Kirche wirkt schlicht und naturbelassen. Die Wandverkleidung ist aus Holz, und der Beton mit der noch erkennbaren Holzstruktur der Schalungstafeln ist unverputzt. Die Bodenfliesen erinnern an rote Ziegel.